# Frozen (trilha sonora)
Frozen: Original Motion Picture Soundtrack é a trilha sonora do filme de animação de 2013 da Disney, Frozen. A trilha sonora apresenta 10 canções originais escritas e compostas por Kristen Anderson-Lopez e Robert Lopez, além de vinte e duas peças orquestrais compostas por Christophe Beck. A trilha apresenta a canção "Let It Go" (versão do filme realizada por Idina Menzel; versão single realizada por Demi Lovato), que recebeu elogios da crítica, incluindo uma vitória no Oscar de Melhor Canção Original e Critics' Choice Award de Melhor Canção, bem como uma indicação ao Globo de Ouro de Melhor Canção original.  
Duas edições da trilha sonora foram liberadas pela Walt Disney Records em 25 de novembro de 2013: a edição regular de disco único e uma edição de luxo com dois disco (contendo gravações demo de canções originais e composições orquestrais, canções não utilizadas e versões instrumentais das canções principais do filme). Em 21 de outubro de 2013, o primeiro single, um cover da canção "Let It Go" por Demi Lovato, foi lançado. Os clipes subsequentes têm mostrado as versões em línguas ao redor do mundo de "Let It Go". Uma variação, intitulada "Libre Soy" e destinada a promover o filme no mercado latino-hispânico, foi interpretada por Martina Stoessel e divulgada em novembro. No Brasil, a versão portuguesa da canção tema "Let It Go" é interpretada pela cantora Taryn Szpilman, que também é a dubladora brasileira da personagem Elsa.
O álbum recebeu aclamação da crítica especializada e estreou como número 18 na Billboard 200. A trilha sonora ficou no topo da parada de álbuns da Billboard durante treze semanas não-consecutivas e em julho de 2014, ele tem vendeu mais de 3 milhões de cópias nos Estados Unidos. O álbum foi certificado tripla platina pela Recording Industry Association of America e atingiu um pico de No. 1 na parada mencionada, tornando-se o quarto álbum de trilha sonora de uma animação a chegar nesse marco.

## Sucesso comercial
A partir de 06 de novembro de 2014, a trilha sonora de Frozen está a trinta e nove semanas não consecutivas no topo da Billboard Top Soundtracks No Billboard 200 dos EUA, o álbum estreou em 18º, a posição mais alta no gráfico para a trilha sonora de uma animação desde Carros em 2006. Ele mais tarde mudou-se para a 10º, tornando-se a décima trilha sonora de uma animação alcançar o top 10. A trilha sonora, posteriormente, mudou-se para 4º, que é a posição mais alta para um trilha sonora de um filme de animação da Disney desde Pocahontas em 1995. Na semana de 05 de janeiro de 2014, Frozen alcançou o No. 1, superando o álbum de Beyoncé para tornar-se a quarta trilha sonora de uma animação na história a chegar a esta posição. Ele permaneceu em número um pela segunda semana consecutiva, tornando-se a primeira trilha sonora de um filme  ficar em 1 º lugar por várias semanas desde Dreamgirls no início de 2007, e a primeiro animação a passar mais de uma semana como número 1 desde de O Rei Leão entre 1994 e 1995. Com treze semanas não-consecutivas em número um, Frozen se tornou a trilha sonora que ficou mais semanas como número 1, desde Titanic, em 1998. 
Frozen foi o quinto álbum da trilha sonora mais vendido nos EUA em 2013, com 338 mil cópias vendidas no ano. Frozen continuou a ser o álbum mais vendido nos EUA e o único álbum a vender mais de um milhão de unidades no primeiro semestre de 2014 com cerca de 2,7 milhões de unidades. A canção "Let It Go" realizada por Idina Menzel, também terminou na posição no.5 na parada de música digital com 2,8 milhões de cópias vendidas nos primeiros seis meses de 2014. A trilha sonora atingiu sua marca de 3 milhões de vendas nos EUA em julho de 2014.  Quase metade dessas foram em vendas digitais, tornando o álbum da trilha sonora mais vendida na história digital.  A trilha já vendeu 3,5 milhões nos EUA a partir de novembro de 2014. 
Uma edição LP de vinil exclusiva da trilha sonora foi lançada em março de 2014. 

## Lista de faixas
Todas as músicas compostas por Christophe Beck, exceto 1 a 10 (por Robert Lopez e Kristen Anderson-Lopez).
| Frozen (Original Motion Picture Soundtrack) – Edição padrão |                                           |                |                                            |         |  |
| N.º                                                         | Título                                    | Música         | Intérprete(s)                              | Duração |  |
| 1.                                                          | "Frozen Heart"                            |                | Elenco                                     | 1:45    |  |
| 2.                                                          | "Do You Want to Build a Snowman?"         |                | Kristen Bell, Agatha LeeMonn e Katie Lopez | 3:27    |  |
| 3.                                                          | "For the First Time in Forever‎"           |                | Kristen Bell e Idina Menzel                | 3:45    |  |
| 4.                                                          | "Love Is an Open Door"                    |                | Kristen Bell e Santino Fontana             | 2:07    |  |
| 5.                                                          | "Let It Go"                               |                | Idina Menzel                               | 3:44    |  |
| 6.                                                          | "Reindeer(s) Are Better Than People"      |                | Jonathan Groff                             | 0:50    |  |
| 7.                                                          | "In Summer"                               |                | Josh Gad                                   | 1:54    |  |
| 8.                                                          | "For The First Time In Forever (Reprise)" |                | Kristen Bell e Idina Menzel                | 2:30    |  |
| 9.                                                          | "Fixer Upper"                             |                | Elenco e Maia Wilson                       | 3:02    |  |
| 10.                                                         | "Let It Go" (versão single)               |                | Demi Lovato                                | 3:47    |  |
| 11.                                                         | "Vuelie" (com Cantus)                     |                | Christophe Beck e Frode Fjellheim          | 1:36    |  |
| 12.                                                         | "Elsa and Anna"                           |                | Christophe Beck                            | 2:43    |  |
| 13.                                                         | "The Trolls"                              |                | Christophe Beck                            | 1:48    |  |
| 14.                                                         | "Coronation Day"                          |                | Christophe Beck                            | 1:14    |  |
| 15.                                                         | "Heimr Arnadalr"                          |                | Christophe Beck                            | 1:25    |  |
| 16.                                                         | "Winter’s Waltz"                          |                | Christophe Beck                            | 1:00    |  |
| 17.                                                         | "Sorcery"                                 |                | Christophe Beck                            | 3:17    |  |
| 18.                                                         | "Unbreak My Heart"                        |                | Christophe Beck                            | 4:42    |  |
| 19.                                                         | "Onward and Upward"                       |                | Christophe Beck                            | 1:54    |  |
| 20.                                                         | "Wolves"                                  |                | Christophe Beck                            | 1:44    |  |
| 21.                                                         | "The North Mountain"                      |                | Christophe Beck                            | 1:34    |  |
| 22.                                                         | "We Were So Close"                        |                | Christophe Beck                            | 1:53    |  |
| 23.                                                         | "Marshmallow Attack!"                     |                | Christophe Beck                            | 1:43    |  |
| 24.                                                         | "Conceal, Don't Feel"                     |                | Christophe Beck                            | 1:07    |  |
| 25.                                                         | "Only An Act of True Love"                |                | Christophe Beck                            | 1:07    |  |
| 26.                                                         | "Summit Siege"                            |                | Christophe Beck                            | 2:32    |  |
| 27.                                                         | "Return to Arendelle"                     |                | Christophe Beck                            | 1:38    |  |
| 28.                                                         | "Treason"                                 |                | Christophe Beck                            | 1:36    |  |
| 29.                                                         | "Some People Are Worth Melting For"       |                | Christophe Beck                            | 2:06    |  |
| 30.                                                         | "Whiteout"                                |                | Christophe Beck                            | 4:17    |  |
| 31.                                                         | "The Great Thaw" (Reprise de Vuelie)      |                | Christophe Beck e Frode Fjellheim          | 2:29    |  |
| 32.                                                         | "Epilogue"                                |                | Christophe Beck                            | 3:04    |  |
| Duração total:                                              | Duração total:                            | Duração total: | Duração total:                             | 1:03:40 |  |

| Frozen (Original Motion Picture Soundtrack) – Edição deluxe (Disco 2) |                                                |                                                                  |         |  |
| N.º                                                                   | Título                                         | Intérprete(s)                                                    | Duração |  |
| 1.                                                                    | "For the First Time in Forever" (Demo)         | Kristen Anderson-Lopez                                           | 3:33    |  |
| 2.                                                                    | "Love Is an Open Door" (Demo)                  | Robert Lopez e Kristen Anderson-Lopez                            | 2:02    |  |
| 3.                                                                    | "We Know Better" (Canção Excluida)             | Kristen Anderson-Lopez                                           | 4:04    |  |
| 4.                                                                    | "Spring Pageant" (Canção Excluida)             | Robert Lopez, Kristen Anderson-Lopez, Katie Lopez, e Annie Lopez | 3:09    |  |
| 5.                                                                    | "More Than Just the Spare" (Canção Excluida)   | Kristen Anderson-Lopez                                           | 3:25    |  |
| 6.                                                                    | "You're You" (Canção Excluida)                 | Robert Lopez e Kristen Anderson-Lopez                            | 1:48    |  |
| 7.                                                                    | "Life's Too Short" (Canção Excluida)           | Kristen Anderson-Lopez                                           | 3:52    |  |
| 8.                                                                    | "Life's Too Short (Reprise)" (Canção Excluida) | Kristen Anderson-Lopez                                           | 1:42    |  |
| 9.                                                                    | "Reindeer(s) Remix" (Versão Excluida)          | Robert Lopez                                                     | 2:26    |  |
| 10.                                                                   | "The Ballad of Olaf & Sven" (Demo)             | Christophe Beck                                                  | 1:35    |  |
| 11.                                                                   | "Queen Elsa of Arendelle" (Demo)               | Christophe Beck                                                  | 0:42    |  |
| 12.                                                                   | "Hans" (Demo)                                  | Christophe Beck                                                  | 1:20    |  |
| 13.                                                                   | "It Had to Be Snow" (Demo)                     | Christophe Beck                                                  | 1:17    |  |
| 14.                                                                   | "Meet Olaf" (Demo)                             | Christophe Beck                                                  | 2:01    |  |
| 15.                                                                   | "Hands for Hans" (Demo)                        | Christophe Beck                                                  | 0:48    |  |
| 16.                                                                   | "Oaken's Sauna" (Demo)                         | Christophe Beck                                                  | 1:25    |  |
| 17.                                                                   | "Thin Air" (Demo)                              | Christophe Beck                                                  | 2:19    |  |
| 18.                                                                   | "Cliff Diving" (Demo)                          | Christophe Beck                                                  | 0:50    |  |
| 19.                                                                   | "The Love Experts" (Demo)                      | Christophe Beck                                                  | 1:02    |  |
| 20.                                                                   | "Elsa Imprisoned" (Demo)                       | Christophe Beck                                                  | 1:04    |  |
| 21.                                                                   | "Hans' Kiss" (Demo)                            | Christophe Beck                                                  | 2:11    |  |
| 22.                                                                   | "Coronation Band Suite" (Demo)                 | Christophe Beck                                                  | 1:32    |  |
| 23.                                                                   | "Let It Go" (Instrumental)                     | Robert Lopez e Kristen Anderson-Lopez                            | 3:46    |  |
| Duração total:                                                        | Duração total:                                 | Duração total:                                                   | 47:53   |  |

| Frozen - Uma Aventura Congelante – Edição brasileira |                                            | |         |  |
| N.º                                                  | Título                                     | Intérprete(s) | Duração |  |
| 1.                                                   | "Gélido Coração"                           | Elenco | 1:46    |  |
| 2.                                                   | "Quer Brincar na Neve?"                    | Gabi Guimarães, Hannah Zeitoune e Gabi Porto | 3:29    |  |
| 3.                                                   | "Uma Vez na Eternidade"                    | Gabi Porto e Taryn Szpilman | 3:43    |  |
| 4.                                                   | "Vejo Uma Porta Abrir"                     | Gabi Porto e Olavo Cavalheiro | 2:05    |  |
| 5.                                                   | "Livre estou"                              | Taryn Szilpman | 3:43    |  |
| 6.                                                   | "Rena É Melhor do Que Gente"               | Raphael Rossatto | 0:52    |  |
| 7.                                                   | "No Verão"                                 | Gustavo Pereira e Marcelo Sader | 1:51    |  |
| 8.                                                   | "Uma Vez Na Eternidade (Reprise)" (Não Dá) | Gabi Porto e Taryn Szpilman | 2:30    |  |
| 9.                                                   | "Reparos"                                  | Gotsha, Alexandre Moreno, Gustavo Pereira, Pamella Rodrigues, Jill Viegas, Juliana Franco, Mariana Féo, Marcelo Rezende, Carla Marinho, Sylvia Salustti, Claudio Galvan, Kika Tristão e Mauro Ramos | 3:00    |  |
| 10.                                                  | "Let It Go"                                | Demi Lovato | 3:44    |  |
| 11.                                                  | "Libre soy"                                | Martina Stoessel | 3:43    |  |

| Frozen - O Reino de Gelo – Edição portuguesa |                                           |                                   |         |  |
| N.º                                          | Título                                    | Intérprete(s)                     | Duração |  |
| 1.                                           | "Coração Gelado"                          | Elenco                            | 1:45    |  |
| 2.                                           | "Vem Fazer Bonecos de Neve"               | Isabel Jacobetty e Luz Fonseca    | 3:27    |  |
| 3.                                           | "Pela Primeira Vez para Sempre"           | Isabel Jacobetty e Ana Encarnação | 3:45    |  |
| 4.                                           | "A Porta É o Amor"                        | Isabel Jacobetty e Diogo Pinto    | 2:04    |  |
| 5.                                           | "Já Passou"                               | Ana Encarnação                    | 3:43    |  |
| 6.                                           | "Renas São Melhores Que os Homens"        | Filipe Gonçalves                  | 0:52    |  |
| 7.                                           | "No Verão"                                | Henrique Feist                    | 1:51    |  |
| 8.                                           | "Pela Primeira Vez para Sempre (Reprise)" | Isabel Jacobetty e Ana Encarnação | 2:30    |  |
| 9.                                           | "Arranja Tudo"                            | Elenco                            | 3:02    |  |
| 10.                                          | "Let It Go"                               | Demi Lovato                       | 3:47    |  |

## Certificações
| País           | Associação | Certificação | Vendas     |
| -------------- | ---------- | ------------ | ---------- |
| Estados Unidos | RIAA       | 3× Platina   | 3.000.000+ |